# سقوط عقاب‌ها (فیلم)
سقوط عقاب‌ها (فرانسوی: La Chute des Aigles‎) که با نام ترانه‌ای برای برلین (اسپانیایی: Una canción para Berlín‎) هم شناخته می‌شود، یک فیلم جنگی درام به کارگردانی خسوس فرانکو است که در سال ۱۹۸۹ منتشر شد. از بازیگران این فیلم می‌توان به کریستوفر لی و مارک همیل اشاره کرد.